# Serra de Sis
La serra de Sis (o serra del Cis) és una serralada del Prepirineu.

## Descripció

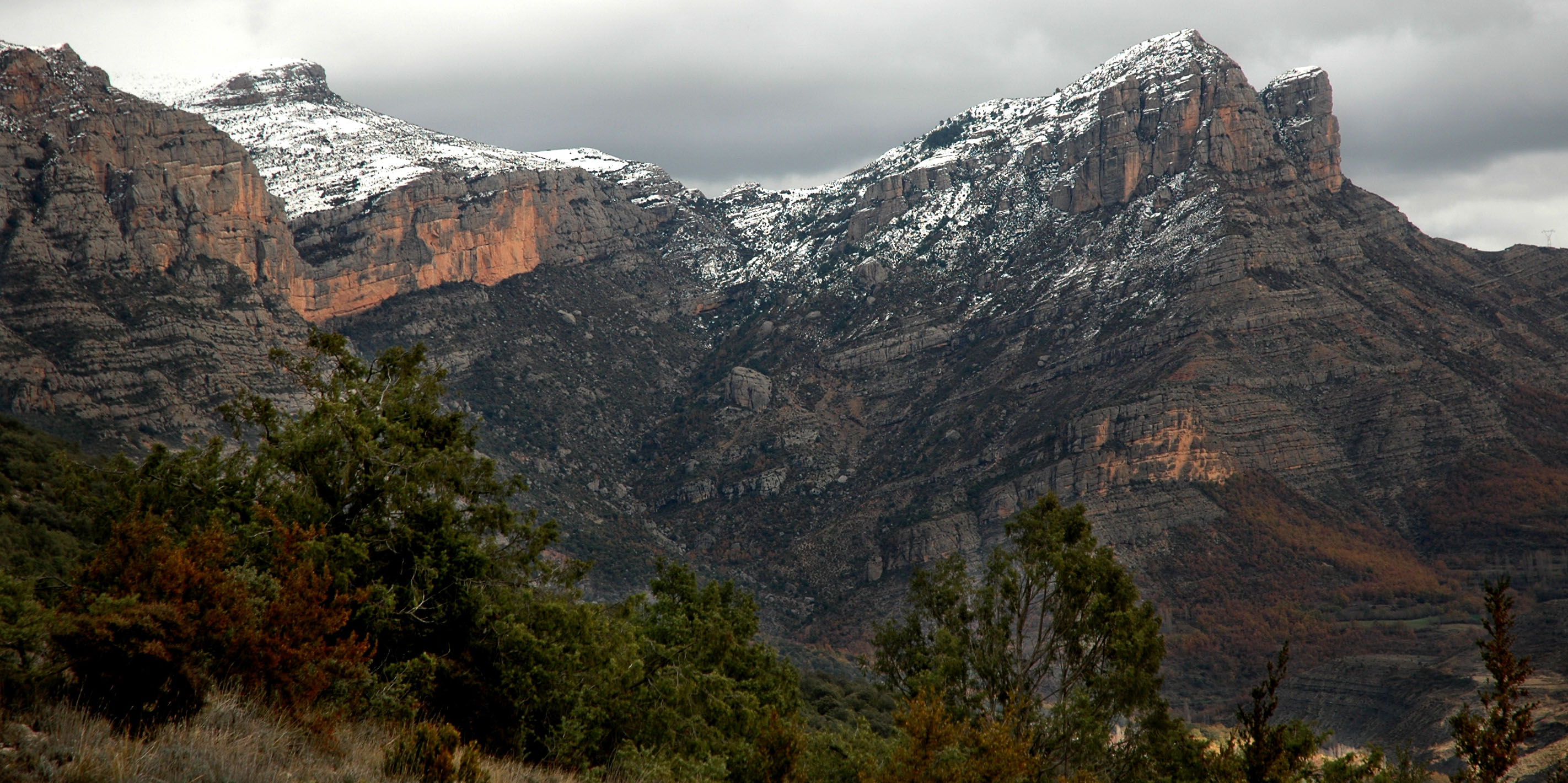
Serra de Sis, Prepirineus aragonesos.

Aquesta serra s'estén a l'est de la conca del riu Isàvena, entre aquest riu i la Noguera Ribagorçana a la comarca de la Ribagorça. Al nord la serra està limitada per la vall de Castanesa, i al sud pels contraforts de la serra de Berganui.
Té una superfície de 80 quilòmetres quadrats.
A la serra de Sis, hi ha boscos de pi i roure i és de perfil generalment arrodonit, tot i que hi ha cingles i precipicis en algunes zones.
El cim més alt n'és el Amariedo (o Amorriador) amb 1.791 metres, seguit del Puialto de 1.782 metres, on hi ha una torre de vigilància forestal i un vèrtex geodèsic.
Altres cims elevats de la serra de Sis de nord a sud són: la Creu de Bonansa (1.765 m), els Cavallets (1.706 m), el tossal del Cis (1.759 m) i la roca Cirera (1.757 m).
A la zona situada entre el Turbó i la serra de Sis, el riu Isàvena ha entallat un profund i estret congost anomenat congost d'Ovarra o també congost de Croqueta, a causa de la Croqueta, un penyal elevat sobre el congost.

## Nuclis urbans

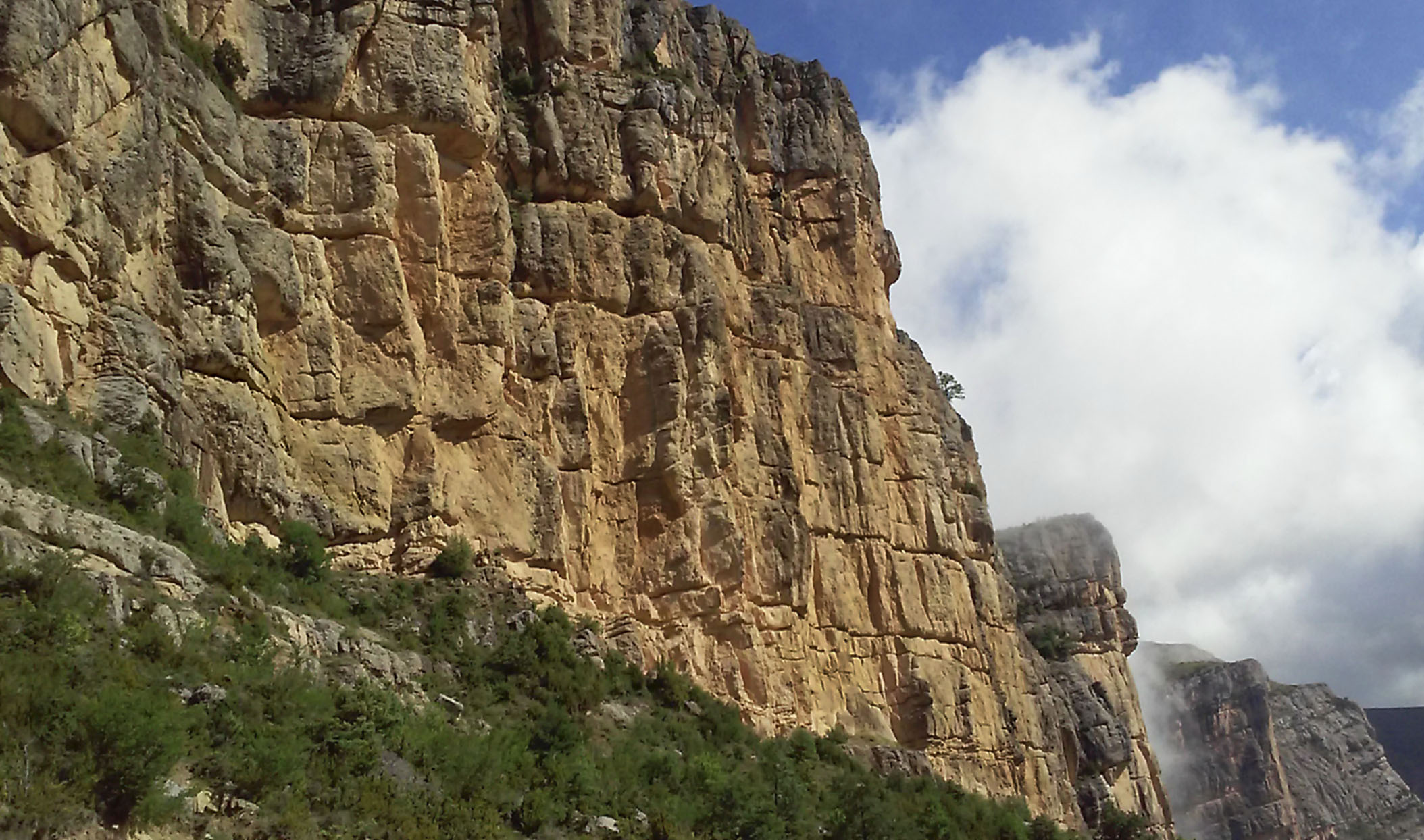
Cingles de la Serra de Sis al vessant oriental, davant de Cornudella de Valira i Soperuny

### Vessant oriental
- Belarta, llogaret de l'antic poble de Betesa.[4]
- Cornudella de Valira, al cim de la serra de Cornudella, contrafort de la serra de Sis.[5]
- Soperuny[6] és un poble del terme d'Areny de Noguera,[7] situat al vessant oriental de la serra, en la capçalera de la vall de Cornudella.

### Contraforts septentrionals
- Bonansa[8]

### Vessant occidental
- Beranui[9]
- Biasques d'Ovarra[10]
- Calbera[11]
- Castrocit[12]
- Les Ferreries[13]
- Morens[14]
- Pardinella[15]
- Sant Esteve del Mall[16]
- Serradui[17]
- El Barri de Serradui[18]
- Riguala, sota el Coll de Vent.[19]
- La Vileta de Serradui[20]

### Contraforts meridionals
- Tresserra, situat a 1.064 metres.[21]

## Llocs d'interès

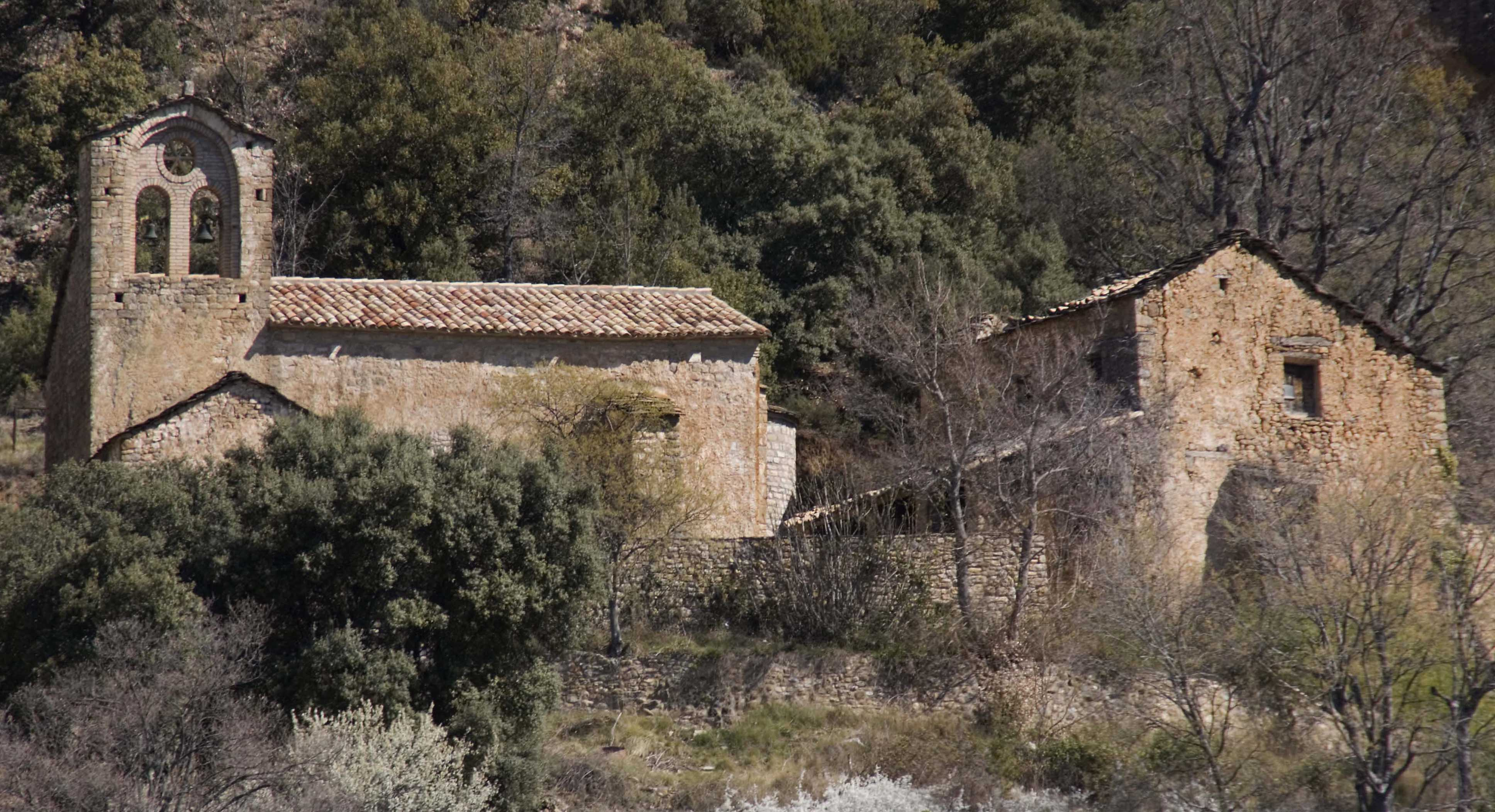
Ermita de la Feixa (Baixa Ribagorça)

- El Coll de Vent[22] amb 1.301 metres limita pel sud de la serra del Cis el terme d'Isàvena amb Areny de Noguera, a la Baixa Ribagorça.
- A la part occidental de la serra de Sis, es troba el monestir de Santa Maria d'Ovarra.[23] Hi ha també bordes abandonades a la zona.
- Vistes: aquesta serralada no és gaire elevada, però es poden gaudir de magnífiques vistes de la imponent massís del Turbó dirigint la mirada vers l'oest.[24]
- Torrent d'Ovís.[25]
- Ermita de la Feixa[26]
- Fonts de Sant Cristòfol, entre El Pont de Serradui i Biasques d'Ovarra[10] (Beranui)[9]

## Imatges

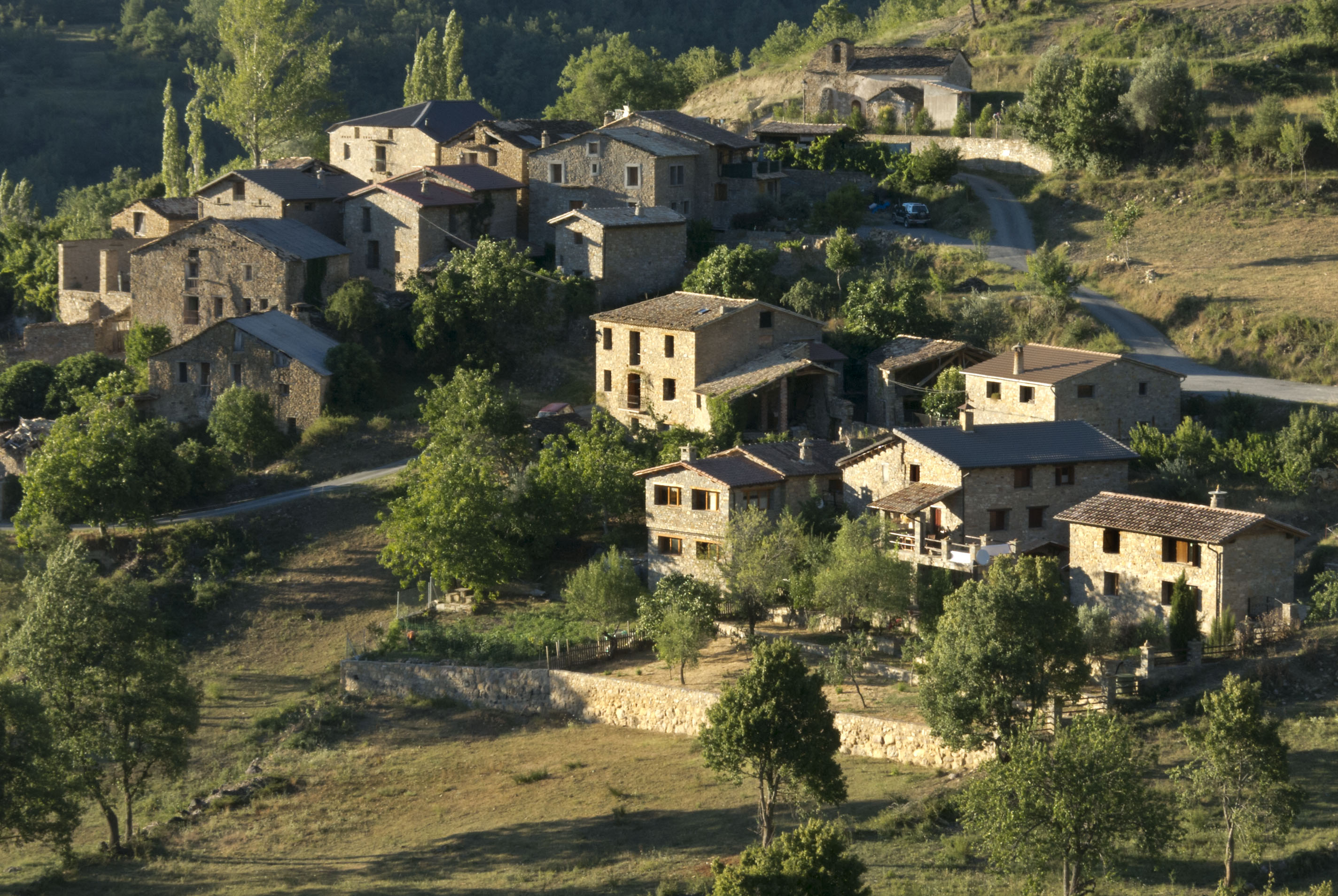
Pardinella
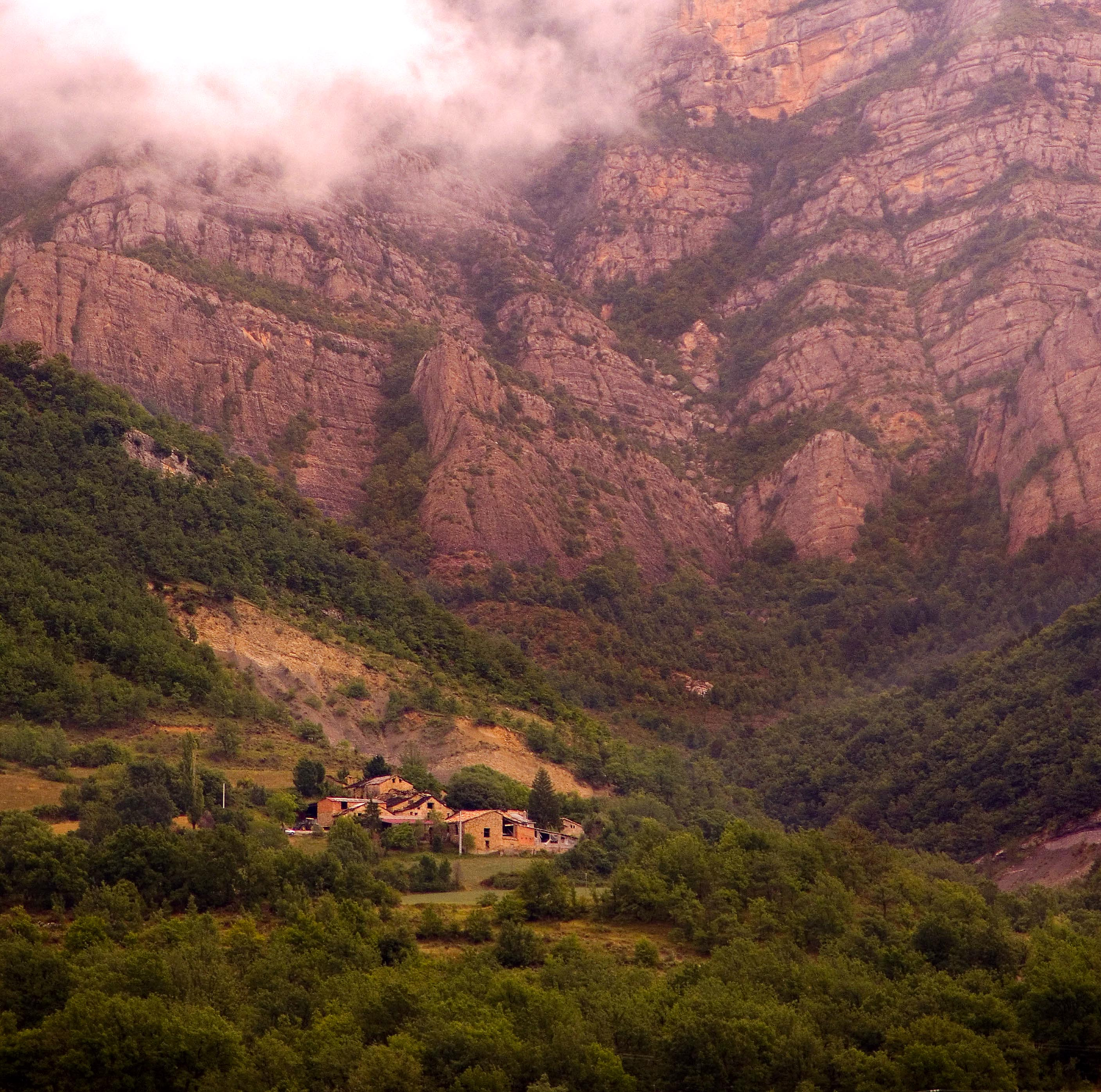
Biasques d'Ovarra
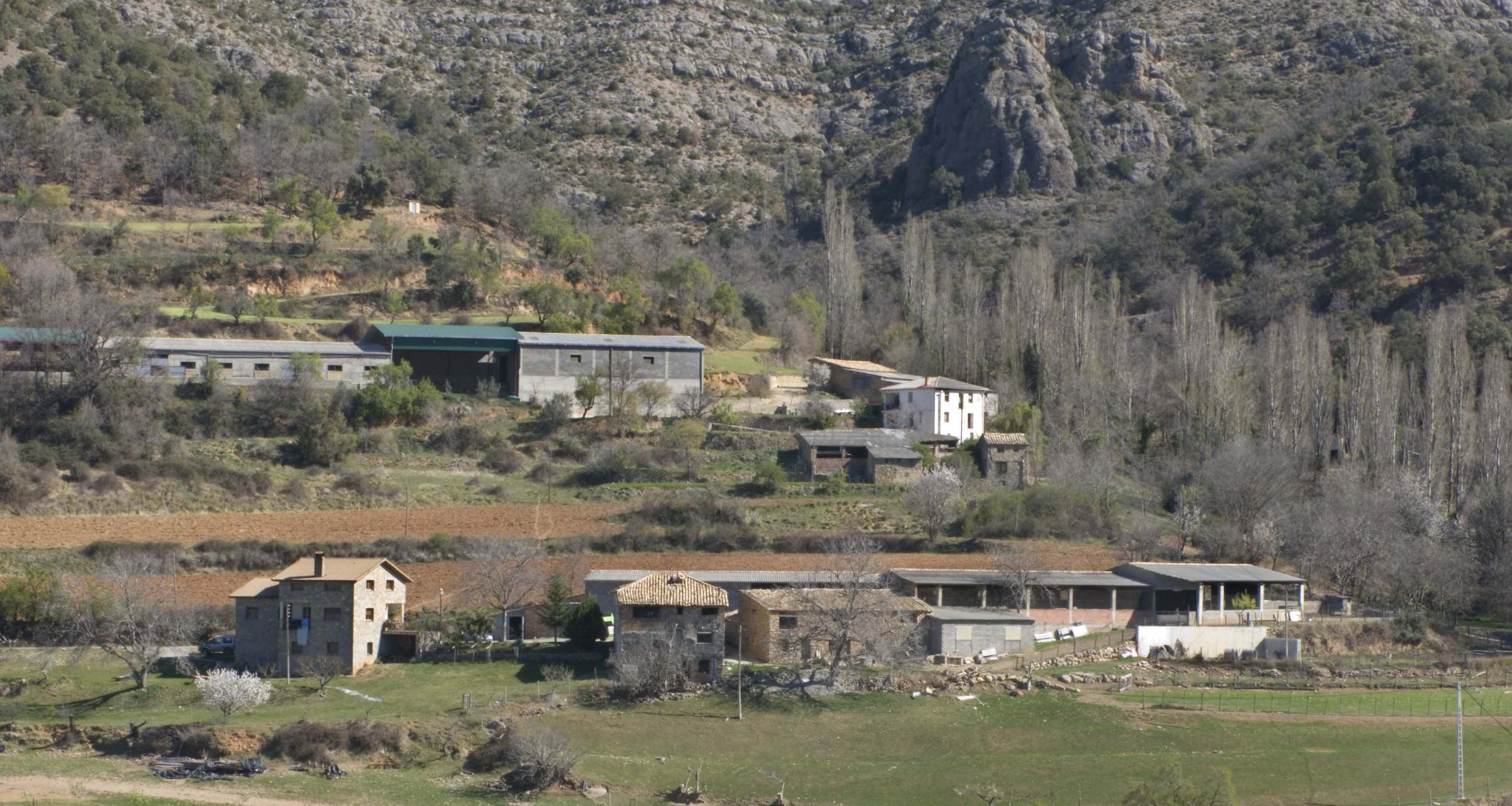
La Vileta de Serradui
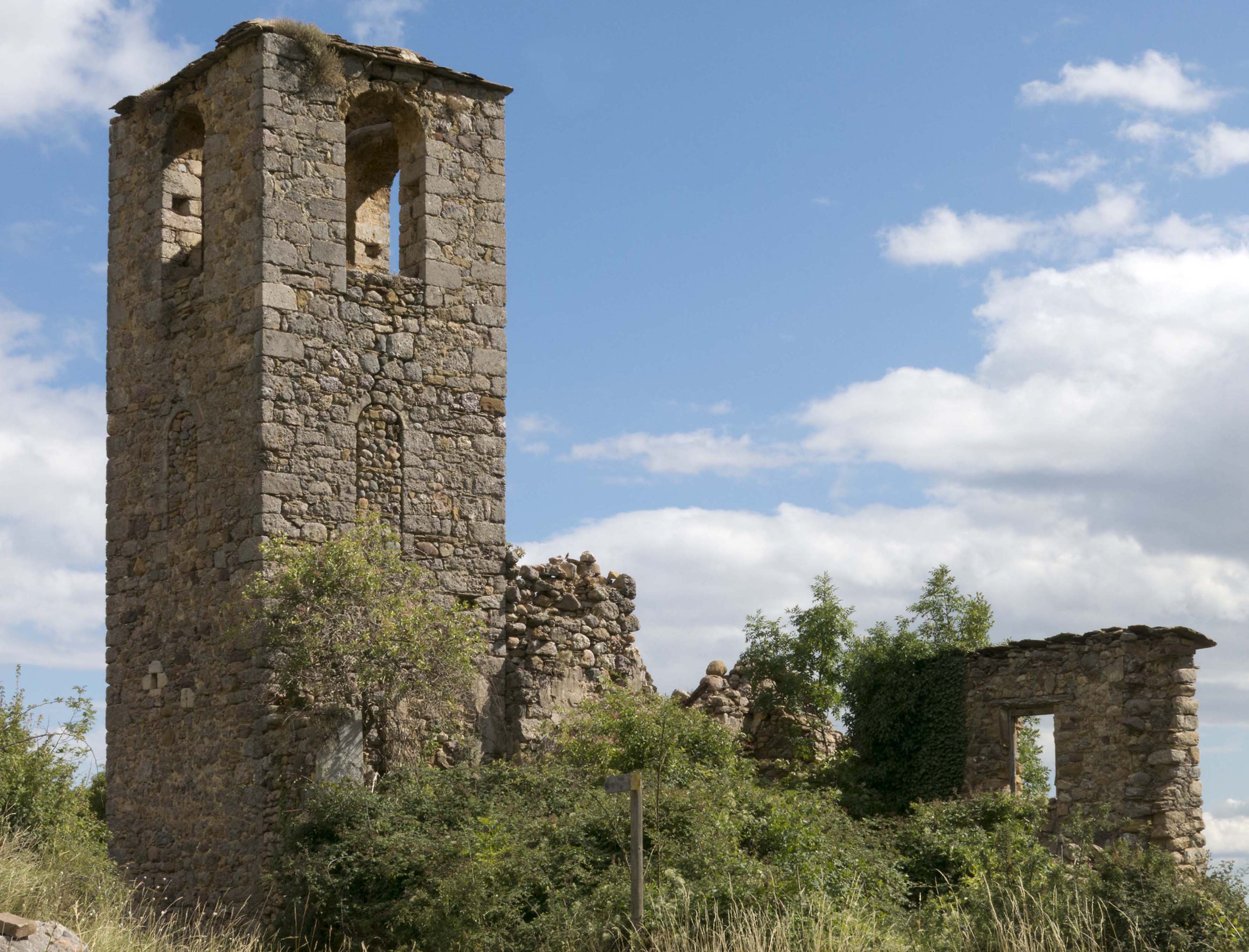
Sant Martí de Soperuny, Areny de Noguera
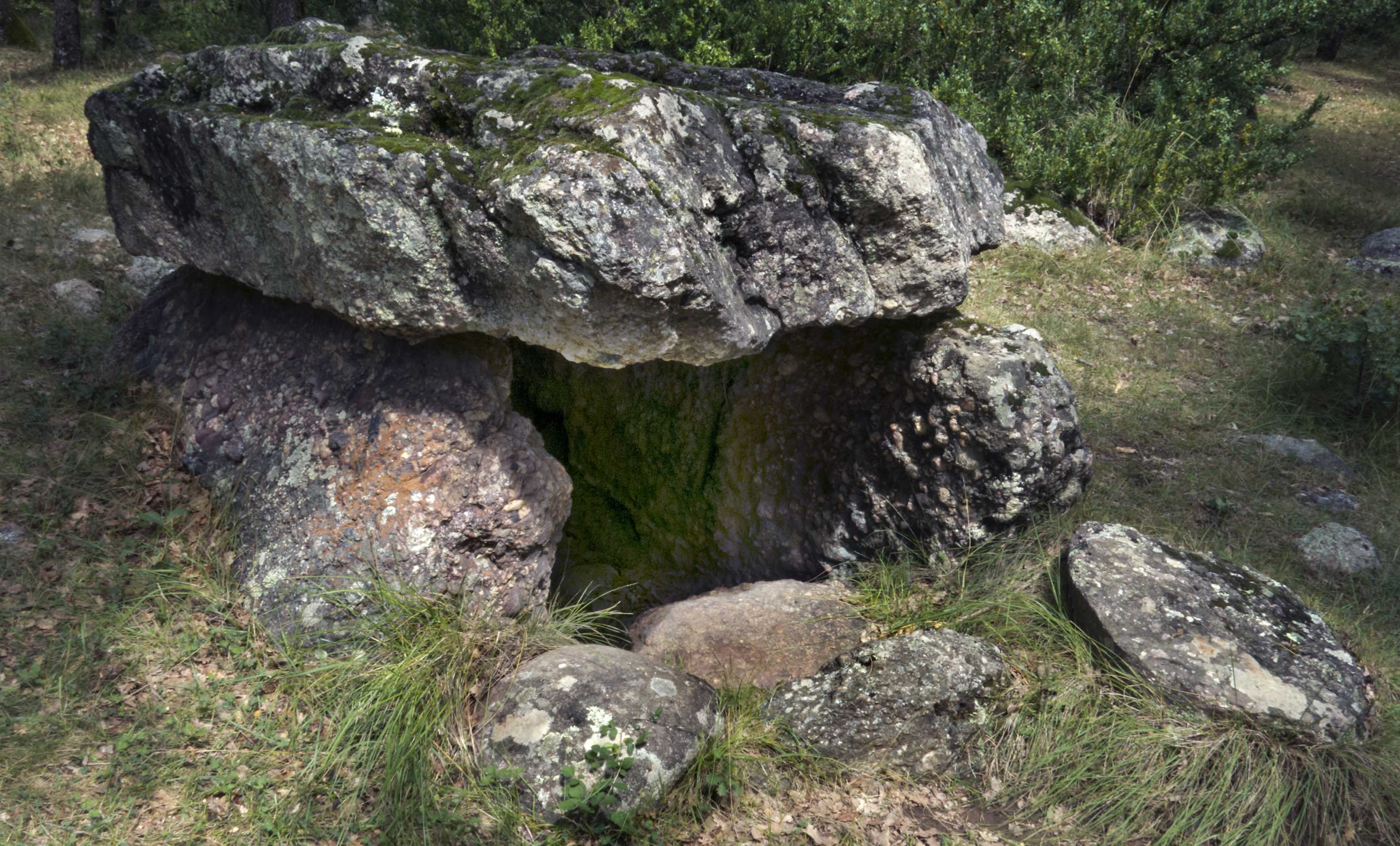
Dolmen de Cornudella de Valira
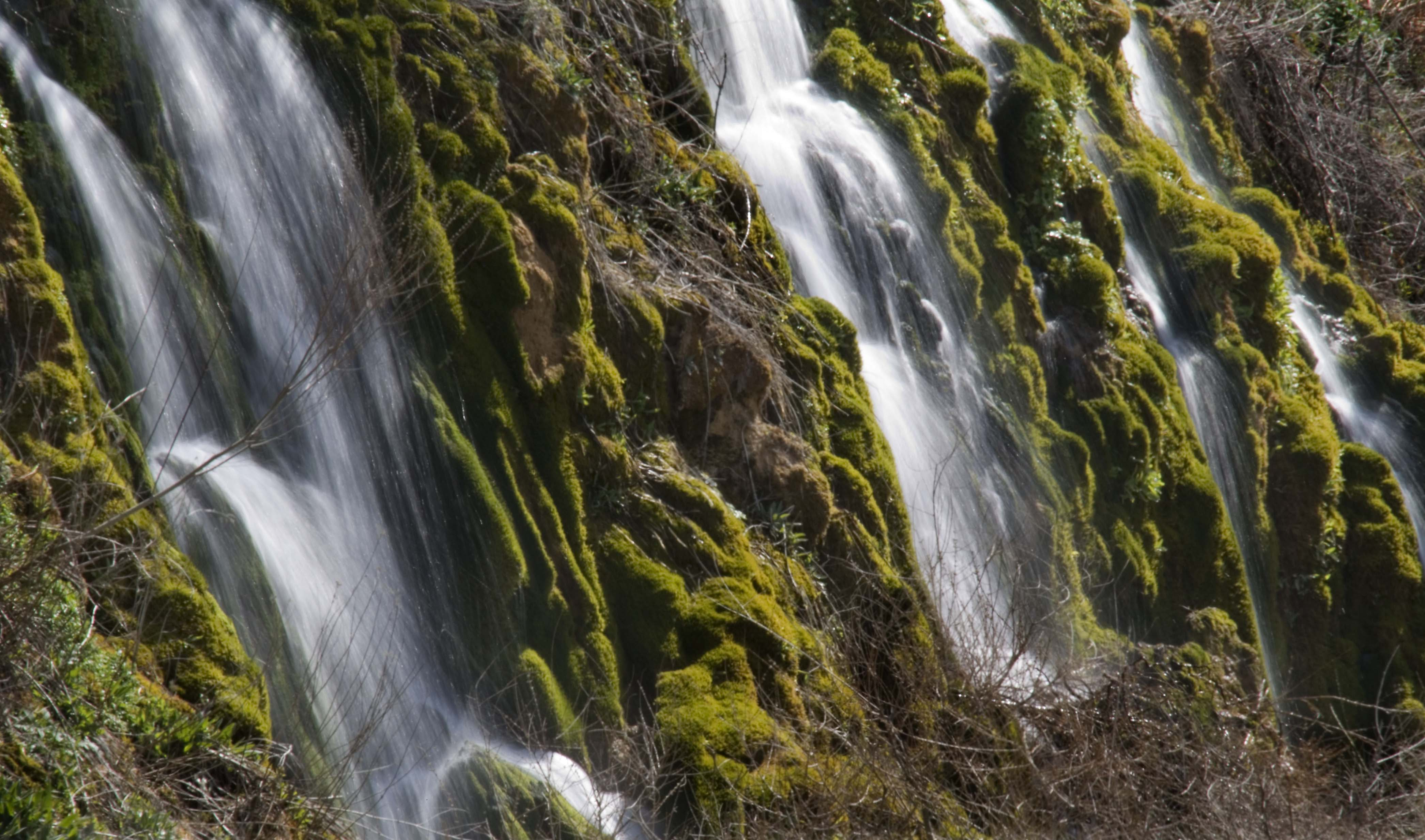
Fonts de Sant Cristòfol
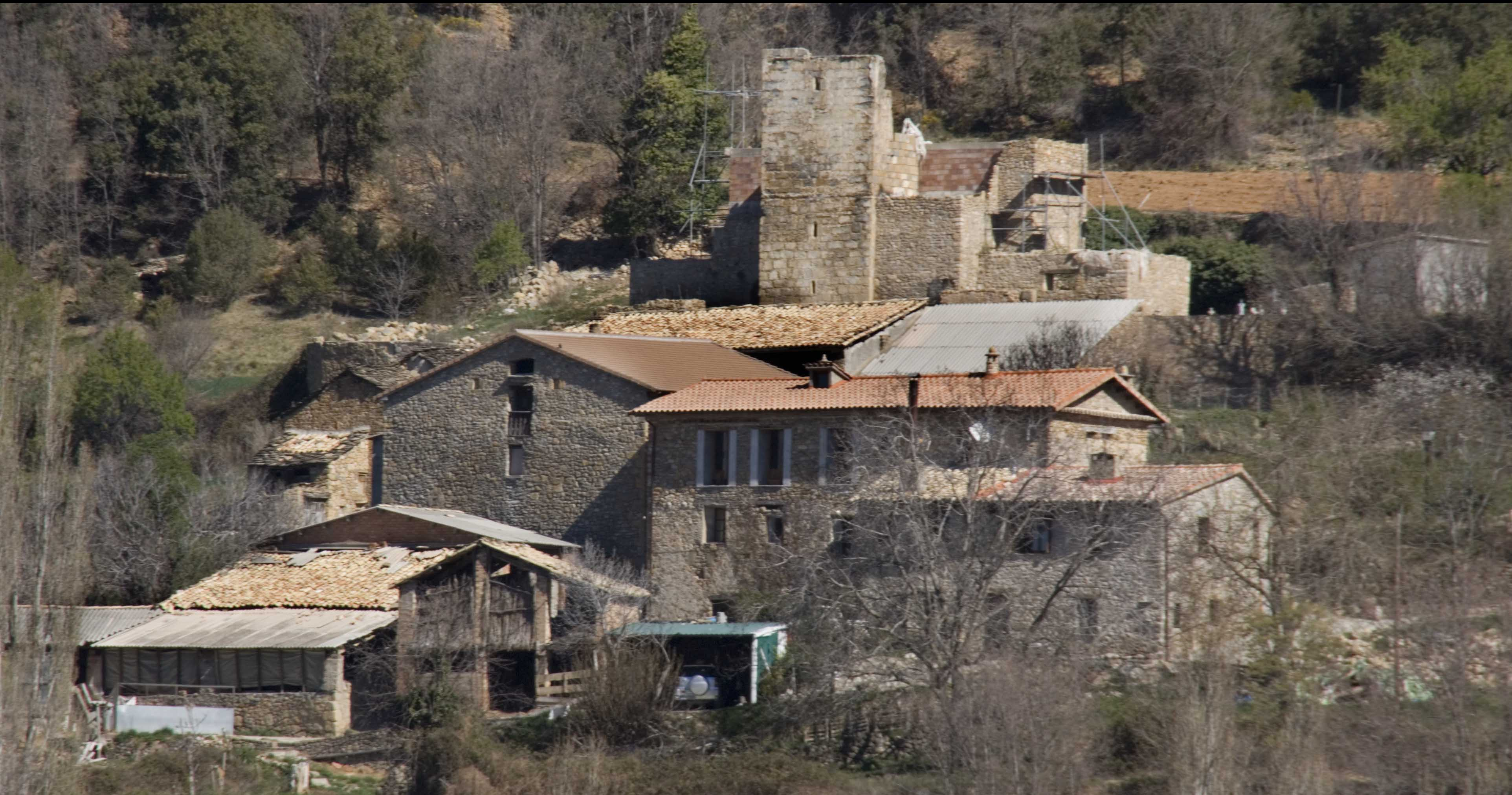
El Barri de Serradui
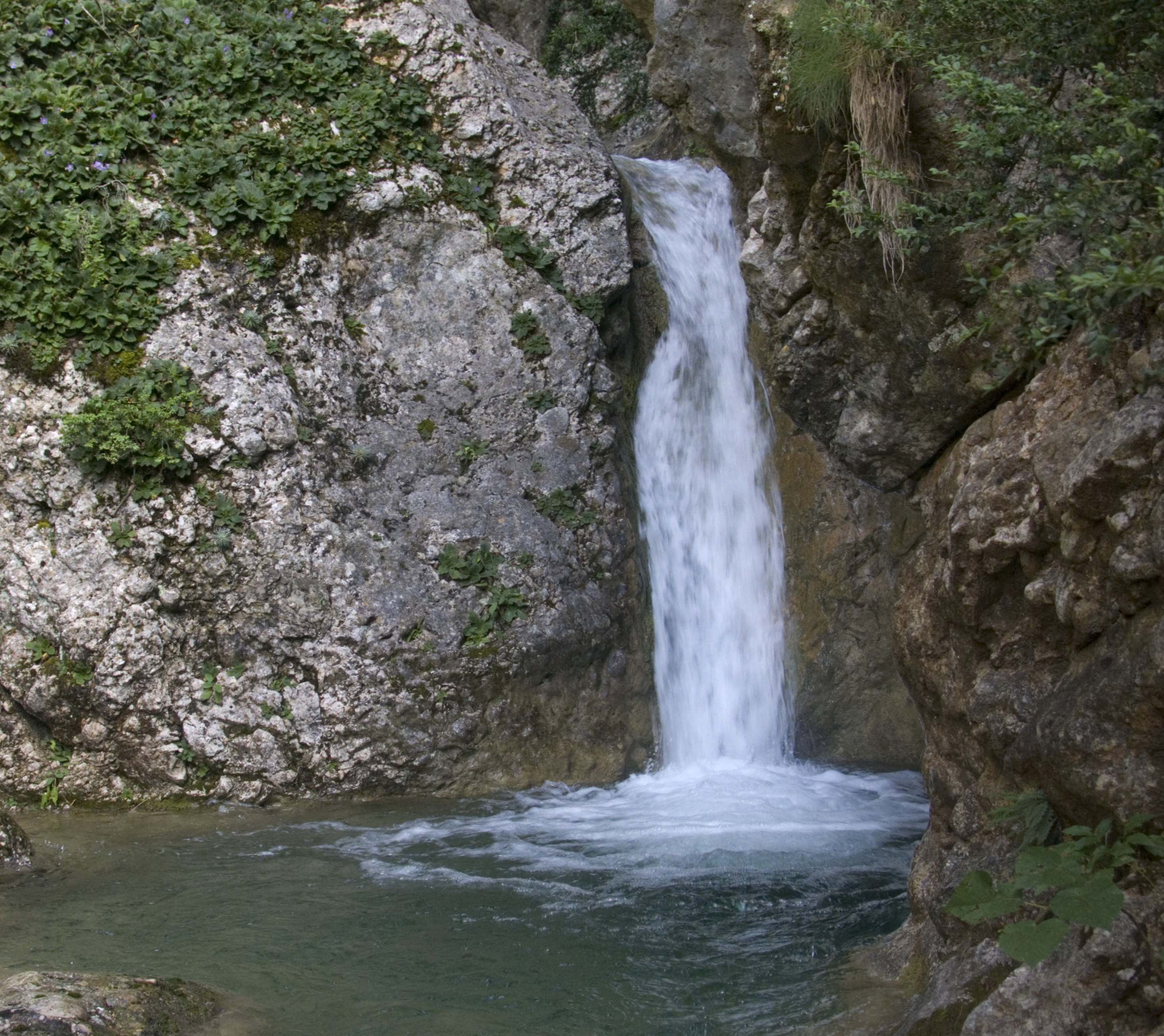
Cascada i Mulla de Castrocit
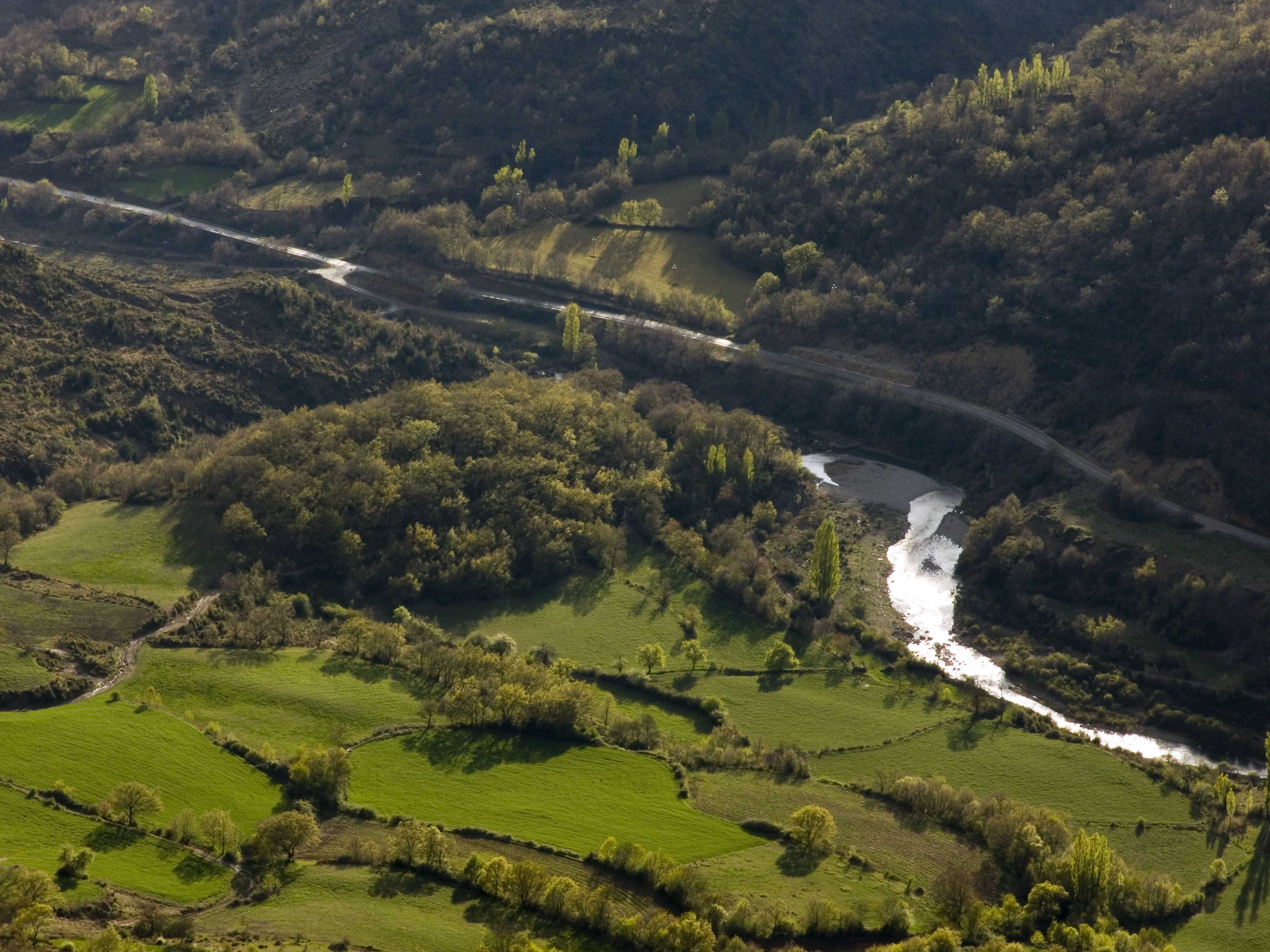
Vista del vessant occidental de la serra de Sis (Vall de l'Isàvena)